# Arlandaweg
De Arlandaweg is een weg in Amsterdam-Westpoort in Bedrijventerrein Sloterdijk buurt Teleport.
De weg werd op 7 september 1989 vernoemd naar Luchthaven Stockholm-Arlanda. Meerdere straten in Teleport werden vernoemd naar vliegvelden. De straat sluit in het oosten aan op Molenwerf en de Velserweg. Ze voert dan westwaarts, kruist de Kingsfordweg, 
Kimpoweg, Zaventemweg/Subangstraat, Radarweg en eindigt op de Barajasweg. Direct na het begin duikt ze middels de Arlandabrug onder Rijksweg 10 door om vervolgens onder de spoor- en metroviaducten te lopen behorend bij Station Amsterdam Sloterdijk. Het eerste stuk van brug tot Kingsfordweg is alleen toegankelijk voor voetgangers, fietsers en trams. De hoofdrijbaan bevindt zich aan de Zuidzijde met op het eerste gedeelte een afgescheiden trambaan met aan de Noordzijde een ventweg. Oorspronkelijk liep de trambaan
door tot de Radarweg maar in 2010 werd deze ingekort tot de Zaventemweg.    
Teleport werd grotendeels ingericht als bedrijven- en kantorenpark; de meeste gebouwen geven dan ook onderdak aan bedrijven. Zo heeft GVB Amsterdam sinds 2004 hier zijn hoofdkantoor, in het pand waar voorheen Hewlett Packard was gehuisvest, maar heeft het gebouw Arlandaweg 106 niet in zijn geheel in gebruik.
Sinds 1985 rijdt tramlijn 12 (en tot 1989 ook tramlijn 14) hier. Sinds 2018 rijdt tramlijn 19 via deze weg in plaats van tramlijn 12. In de eerste jaren was er echter nog geen weg en bebouwing en liep de trambaan op veldspoor dwars door het lege niemandsland. Ook rijden er een groot aantal stads en streekbussen via deze weg waaronder buslijn 15. 
Bij gebouw 88 staat sinds 2003 het beeld/de fontein Een mens van water van Maree Blok en Bas Lugthart. In 2018 werd op de brugpijlers van de Arlandabrug het kunstwerk Mirror, mirror aangebracht.